# Ellenbeckia monospila
Ellenbeckia monospila är en fjärilsart som beskrevs av Rothschild och Jordan 1903. Ellenbeckia monospila ingår i släktet Ellenbeckia och familjen svärmare. Inga underarter finns listade i Catalogue of Life.